# Jicchak Zohar
Jicchak Zohar (hebr. איציק זוהר, ur. 31 października 1970 w Bat Jam) – izraelski piłkarz grający na pozycji ofensywnego pomocnika. W reprezentacji Izraela rozegrał 31 meczów i strzelił 9 goli.

## Kariera klubowa
Swoją karierę piłkarską Zohar rozpoczął w klubie Maccabi Jafa. W 1987 roku awansował do pierwszego zespołu i w sezonie 1987/1988 zadebiutował w nim w drugiej lidze izraelskiej. W 1988 roku przeszedł do pierwszoligowego Maccabi Tel Awiw. W sezonie 1991/1992 wywalczył z Maccabi swój pierwszy w karierze tytuł mistrza Izraela. W sezonach 1992/1993 i 1993/1994 wywalczył wicemistrzostwo kraju. W sezonie 1993/1994 zdobył również Puchar Izraela.
Latem 1994 roku Zohar przeszedł do belgijskiego Royal Antwerp FC. Występował w nim przez sezon. W 1995 roku wrócił do Maccabi, z którym w sezonie 1995/1996 wywalczył dublet - mistrzostwo oraz puchar kraju. W sezonie 1996/1997 występował w Beitarze Jerozolima, któremu pomógł w sięgnięciu po mistrzostwo kraju.
W 1997 roku Zohar został piłkarzem angielskiego Crystal Palace, występującego w Premier League. W angielskiej lidze zadebiutował 13 września 1997 w przegranym 0:3 domowym meczu z Chelsea. W barwach Crystal Palace, który spadł z ligi, rozegrał 6 ligowych meczów.
W 1998 roku Zohar wrócił do Izraela i został piłkarzem Maccabi Hajfa, z którym w sezonie 1997/1998 zdobył Puchar Izraela. W sezonie 1998/1999 grał w Maccabi Tel Awiw, z którym został wicemistrzem kraju. Sezon 1999/2000 rozpoczął od występów w Maccabi Herclijja, a następnie przeszedł do Maccabi Netanja. Od początku 2002 roku do końca sezonu 2002/2003 grał w Beitarze Jerozolima. W sezonie 2003/2004 występował w MS Aszdod, a w sezonie 2004/2005 - w Hapoelu Nacerat Illit, w którym zakończył karierę.
| Sezon   | Klub                 | Kraj   | Rozgrywki      | Mecze | Bramki |
| ------- | -------------------- | ------ | -------------- | ----- | ------ |
| 1987/88 | Maccabi Jafa         | Izrael | Liga Arcit     | 21    | 6      |
| 1988/89 | Maccabi Tel Awiw     | Izrael | Liga Leumit    | 24    | 1      |
| 1989/90 | Maccabi Tel Awiw     | Izrael | Liga Leumit    | 23    | 2      |
| 1990/91 | Maccabi Tel Awiw     | Izrael | Liga Leumit    | 31    | 7      |
| 1991/92 | Maccabi Tel Awiw     | Izrael | Liga Leumit    | 32    | 14     |
| 1992/93 | Maccabi Tel Awiw     | Izrael | Liga Leumit    | 32    | 13     |
| 1993/94 | Maccabi Tel Awiw     | Izrael | Liga Leumit    | 37    | 22     |
| 1994/95 | Royal Antwerp FC     | Belgia | Eerste klasse  | 24    | 6      |
| 1995/96 | Maccabi Tel Awiw     | Izrael | Liga Leumit    | 21    | 9      |
| 1996/97 | Beitar Jerozolima    | Izrael | Liga Leumit    | 29    | 14     |
| 1997/98 | Crystal Palace       | Anglia | Premier League | 6     | 0      |
| 1997/98 | Maccabi Hajfa        | Izrael | Liga Leumit    | 10    | 4      |
| 1998/99 | Maccabi Tel Awiw     | Izrael | Liga Leumit    | 7     | 2      |
| 1999/00 | Maccabi Herclijja    | Izrael | Ligat ha’Al    | 17    | 2      |
| 1999/00 | Maccabi Netanja      | Izrael | Ligat ha’Al    | 18    | 10     |
| 2000/01 | Maccabi Netanja      | Izrael | Ligat ha’Al    | 33    | 14     |
| 2001/02 | Maccabi Netanja      | Izrael | Ligat ha’Al    | 15    | 5      |
| 2001/02 | Beitar Jerozolima    | Izrael | Ligat ha’Al    | 17    | 6      |
| 2002/03 | Beitar Jerozolima    | Izrael | Ligat ha’Al    | 28    | 11     |
| 2003/04 | MS Aszdod            | Izrael | Ligat ha’Al    | 12    | 3      |
| 2004/05 | Hapoel Nacerat Illit | Izrael | Ligat ha’Al    | 3     | 0      |

## Kariera reprezentacyjna
W reprezentacji Izraela Zohar zadebiutował 12 lutego 1992 roku w przegranym 1:2 towarzyskim meczu ze Wspólnotą Niepodległych Państw, rozegranym w Jerozolimie. W swojej karierze grał w eliminacjach do MŚ 1994, do Euro 96, do MŚ 1998 i do MŚ 2002. Od 1992 do 2000 roku rozegrał w kadrze narodowej 31 meczów, w których strzelił 9 goli.